# Loxostege naranjalis
Loxostege naranjalis là một loài bướm đêm trong họ Crambidae.